# Relaciones Argentina-Nicaragua
Las relaciones Argentina-Nicaragua se refiere a las relaciones bilaterales entre la República Argentina y la República de Nicaragua que datan del año 1948. Ambos países forman parte de la Comunidad de Estados Latinoamericanos y Caribeños (CELAC), del Parlamento Latinoamericano (Parlatino) y de la Organización de las Naciones Unidas (ONU). 
Las relaciones entre ambos países priman la promoción cultural y el turismo, pero a fecha de marzo de 2024 se encuentran en un punto casi muerto tras la retirada del embajador nicaragüense Carlos Midence de Buenos Aires tras la toma de posesión de Javier Milei como presidente de Argentina en diciembre de 2023.

## Historia
Las relaciones bilaterales entre ambas naciones han estado llenas de fluctuaciones a lo largo de la historia, especialmente durante la segunda mitad del siglo XX. El diplomático argentino Manuel Ugarte, de talante socialista, fue uno de los primeros embajadores argentinos en Nicaragua después del establecimiento definitivo de la embajada en 1948 tras la apertura de relaciones diplomáticas durante el gobierno de Juan Domingo Perón.Las relaciones se verían interrumpidas tras el golpe de Estado de 1955 en Argentina que llevó a la  instalación de una dictadura militar en el poder y el exilio del Presidente constitucional Juan Domingo Perón, quien sería recibido como exiliado en Nicaragua donde decidiría unos meses.Las relaciones llegaron a un punto de conflicto durante el régimen totalitario de Pedro Eugenio Aramburu cuando ordenó el asalto a la embajada nicaragüense en Buenos Aires a fines de noviembre de 1955 debido al apoyo diplomático de Nicaragua al gobierno constitucional derrocado. En el asalto fue herido un hijo del embajador nicaragüense, mientras que la esposa del diplomático María Rosa Ortiz sufriría abuso sexual por parte del grupo de asalto. A raíz del incidente, el diplomático centroamericano debió huir con su familia por el jardín interno hacia la embajada de Brasil ubicada a 70 metros de la misma dónde su familia encontró refugio. Una semana después, el primero de diciembre Nicaragua rompió relaciones con Argentina y logró la liberación de su diplomático.
Con anterioridad al derrocamiento de la dictadura  familia Somoza en Nicaragua tras la Revolución Sandinista de 1979, ambos países mantenían una estrecha relación, pues desde el inicio del Proceso de Reorganización Nacional en Argentina en 1976 sendos países compartían regímenes dictatoriales adscritos al bloque capitalista dentro del marco de la Guerra Fría.
Tras el triunfo de la Revolución Sandinista en julio de 1979, Nicaragua sufrió un bloqueo y intervención de los Estados Unidos. El régimen militar llevo a cabo la participación argentina en América Central, cumpliendo un pedido del presidente Ronald Reagan, para apoyar a los “contras” en Nicaragua en 1981/82, mediante la Operación Charlie, el capítulo centroamericano del Plan Cóndor, conocida acción internacional del terror con financiamiento de la CIA, para contrarrestar el triunfo de las elecciones del sandinismo.
Desde el Partido Comunista de la Argentina (PCA) se produjeron acciones solidarias con el pueblo nicaragüense, primero bajo la clandestinidad y a partir de 1984, ya en democracia, a través del Movimiento de Brigadistas Libertador General San Martín (MBLGSM). Las acciones solidarias realizadas por la Federación Universitaria Argentina (FUA) en 1984 consistieron en la donación de lápices, cuadernos y bolígrafos. Los movimientos de solidaridad de Argentina con el pueblo nicaragüense fueron llevados a cabo en esta época principalmente por parte de estudiantes partidos políticos y organizaciones no gubernamentales. Durante la dictadura militar que atravesaba Argentina, el gobierno de Nicaragua abrió sus puertas a cientos de artistas, intelectuales, científicos, militares y refugiados políticos que huían de la persecución y asesinatos políticos en el Cono Sur. En paralelo el régimen militar argentino proveyó de armas a los contra nicaragüenses.
En 1990 coincidió con una normalización de las relaciones diplomáticas con Argentina. No obstante, los lazos entre ambas naciones volvieron a entrar en tensión en 2018, momento en el que Argentina estaba gobernada por Mauricio Macri y Nicaragua por Daniel Ortega: se produjo la retirada de la diplomacia tras la denuncia del gobierno nicaragüense dado que el actor argentino-brasileño Juan Darthés había cometido una violación a una menor durante la gira por el país de Patito feo: El show más lindo junto al elenco de la serie de televisión en 2009, el caso Darthes que ocacionó un movimiento similar al Mee too estadounidense en Argentina, mientras la denunciante recibió apoyo de organismos de DDHH actrices y escritoras, Darthes recibió el apoyo del presidente Macri quien decidió retirar al embajador en protesta por la apertura de la justicia de Nicaragua contra Darthes. Las relaciones diplomáticas volvieron a la normalidad aun antes de que la justicia brasileña absolviera al actor.
En 2021, bajo la presidencia argentina de Alberto Fernández, el gobierno llamó a consultas al embajador argentino en Nicaragua, Mateo Daniel Capitanich. El gobierno argentino se mostró abierto a colaborar con Nicaragua en la promoción de las libertades civiles y políticas, el respeto a los Derechos Humanos y el diálogo intergubernamental.  Más adelante, en agosto de 2022 la Organización de Estados Americanos (OEA) publicó una resolución que condenaba la persecución, represión y censura mediática entre otras cuestiones con apoyo de Argentina.
El posterior episodio de conflictos diplomáticos entre ambas naciones ocurrió después de las Elecciones presidenciales de Argentina de 2023, cuando el gobierno Nicaragüense anunció la retirada de su embajador en Buenos Aires seis días antes de la asunción presidencial de Javier Milei.Esta decisión se debió a causa de los comentarios de Javier Milei en contra del gobierno Nicaragüense, al cual lo tildo de "dictadura" y anuncio durante su campaña presidencial que, si llegaba a ser elegido, Argentina no tendría ninguna relación diplomática con Nicaragua.

## Relaciones económicas
El 10 de agosto de 1998 se firmó en Buenos Aires el Acuerdo para la Promoción y Protección recíproca de inversiones entre Argentina y Nicaragua. Este tratado se puede resumir en los siguientes puntos:
- Promoción de las inversiones: se deben aplicar condiciones favorables para las inversiones.
- Protección de los inversores: respeto y no discriminación a las inversiones de los inversores y su gestión; protección legal de las inversiones una vez hayan sido aprobadas por el territorio.
- Personal y administración: ninguno de los países podrá exigir que los puestos de mando de ninguna empresa deban ser de una nacionalidad en específico; ambas naciones deben permitir la residencia en su territorio al personal que necesite permanecer en el territorio para gestionar una inversión.
- Expropiaciones y compensaciones: ningún país puede realizar nacionalizaciones o expropiaciones contra inversiones del otro país que se estén produciendo en su territorio. En caso de que tal situación se dé, se deberá producir una compensación económica; los inversores que se vean perjudicados por conflictos políticos que sucedan en cualquiera de las naciones deben ser indemnizados.
- Transferencias: no debe ser restrictiva. Debe producirse con inmediación, en un tipo de moneda convertible sobre la que se aplique un tipo de interés fechado en el momento en el que la transferencia se produjera.
- Solución de controversias entre ambas partes: cualquier problema derivado de la interpretación o aplicación del Acuerdo debe ser resuelto a través de la diplomacia. En caso de no ser resuelto pasados seis meses, el conflicto debe ser sometido a un tribunal arbitral cuyos miembros deben ser designados por ambos países junto a otro de un tercer país que compondrá la presidencia.

## Misiones diplomáticas
- Argentina tiene su embajada en la ciudad de Managua, Nicaragua.[20]
- Nicaragua tiene su embajada en la ciudad de Buenos Aires, Argentina (no activa).[21]

## Visitas de Estado
El 20 de enero de 2012, durante la presidencia argentina de Cristina Fernández de Kirchner, se produjo un encuentro diplomático entre el ministro de Relaciones Exteriores y Culto argentino, Héctor Timerman, y el ministro de Relaciones Exteriores de Nicaragua, Samuel Santos López, en la ciudad de Managua. La reunión se produjo en un clima pacífico de calma y serenidad. Las resoluciones de la visita diplomática fueron las siguientes:
- Profundización de vínculos diplomáticos entre ambas naciones.
- Promoción de la solidaridad entre la comunidad de países latinoamericanos.
- Protección de la paz, la seguridad y los Derechos Humanos.
- Compromiso para ampliar los espacios de cooperación en defensa de la protección del derecho internacional.
- Preocupación y planteamiento de medidas para frenar el tráfico de drogas y armas con la perspectiva de establecer una estrategia de seguridad conjunta.

Durante la reunión, el ministro de Exteriores nicaragüense mencionó su preocupación por la soberanía británica de las Islas Malvinas y apoyó a Argentina en su derecho legítimo de controlar el territorio. El ministro señaló la ilegitimidad de Reino Unido en el territorio y afirmó que su invasión está en contra de lo indicado por las Naciones Unidas. El ministro argentino agradeció sus palabras de apoyo en lo relativo a la cuestión de las Malvinas.